# Sidi Maarouf (Jijel)
Sidi Maarouf (în arabă سيدي معروف) este o comună din provincia Jijel, Algeria.
Populația comunei este de 21.662 de locuitori (2008).